# Stefan Tertünte

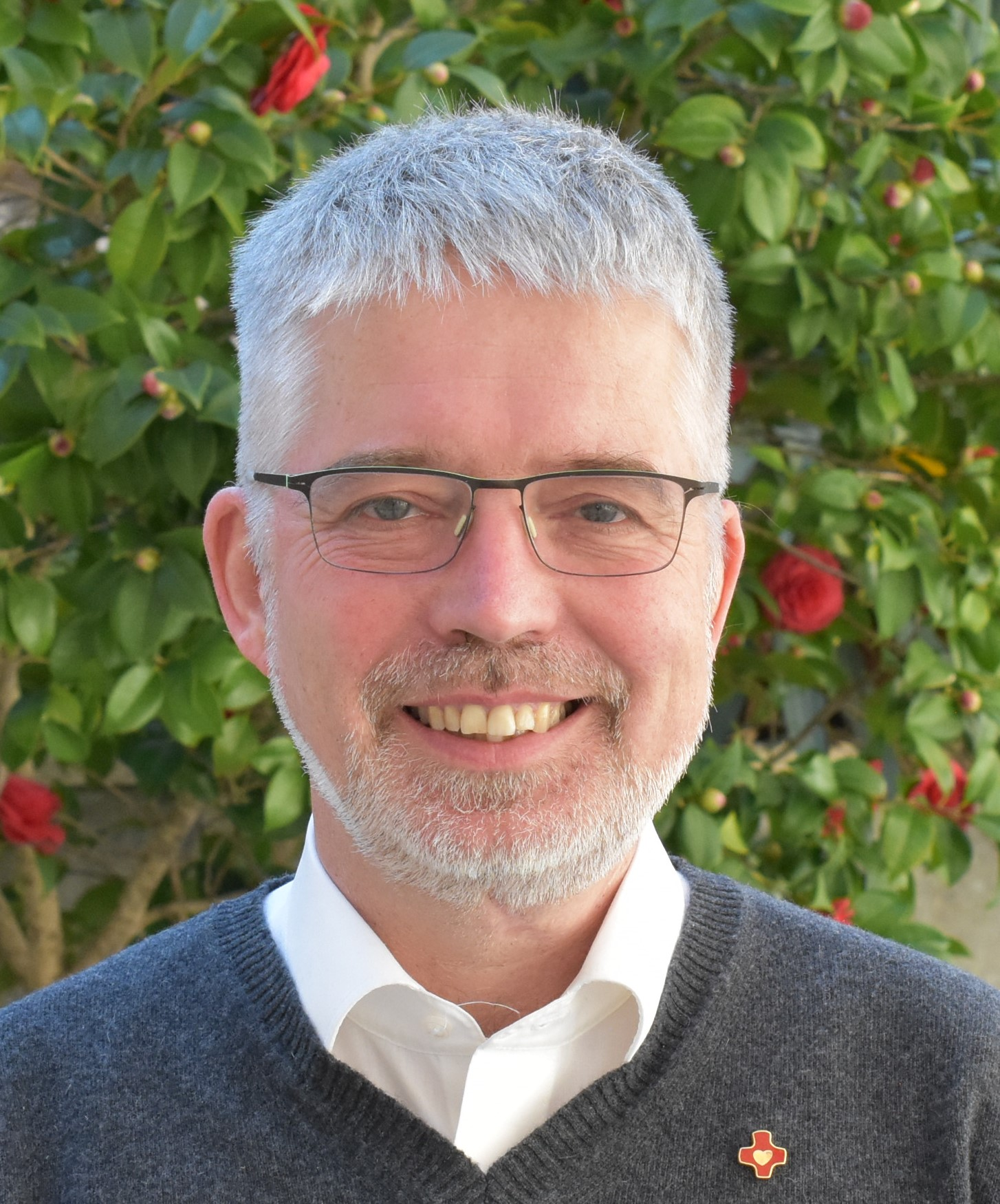
Tertünte (2020)

Stefan Tertünte SCJ (* 13. Dezember 1965 in Gelsenkirchen) ist ein deutscher römisch-katholischer Theologe, Mitglied der Ordensgemeinschaft der Herz-Jesu-Priester (Dehonianer) und seit dem 1. Juni 2022 Provinzoberer der Deutschen Ordensprovinz der Herz-Jesu-Priester.

## Leben
Tertünte wuchs in Gelsenkirchen-Buer auf. Von 1985 bis 1987 leistete er den Zivildienst in einer Alten-Pflegeeinrichtung. 1987 trat er in das Noviziat des Ordens im Herz-Jesu-Kloster Freiburg ein. Er studierte Theologie. Am 27. Mai 1995 wurde er in Osnabrück vom Bischof von Helsinki, Paul Verschuren SCJ, zum Priester geweiht.
Im Anschluss ging er als Kaplan nach Krefeld. Nach Studienaufenthalten in Rom wurde er 2005 in Freiburg bei Heribert Smolinsky mit einer Arbeit über Léon Dehon und die Christliche Demokratie – Ein katholischer Versuch gesellschaftlicher Erneuerung in Frankreich am Ende des 19. Jahrhunderts promoviert.
2013 wurde er vom Generaloberen der Herz-Jesu-Priester zum Leiter des Centro Studi Dehoniani nach Rom berufen. Neben ordensinterner Forschungs- und Schulungsarbeit engagierte er sich in der Gemeinschaft Sant’Egidio in Rom.
Zum 1. Juni 2022 ernannte ihn der Generalobere der Herz-Jesu-Priester (Dehonianer), Carlos Luis Suárez Codorniú, zum Provinzoberen der Herz-Jesu-Priester in Deutschland. Im Rahmen der Mitgliederversammlung der Deutschen Ordensobernkonferenz (DOK) in Vallendar wurde er am 20. Juni 2023 in den geschäftsführenden Vorstand der DOK gewählt.

## Werke
- Léon Dehon und die christliche Demokratie: ein katholischer Versuch gesellschaftlicher Erneuerung in Frankreich am Ende des 19. Jahrhunderts. (Zugl.: Freiburg (Breisgau), Univ., Diss., 2004/2005) (= Freiburger theologische Studien. Band 171). Herder, Freiburg i. Br.; Basel; Wien 2007, ISBN 978-3-451-29374-0.